# 大阪ビルディング協会
一般社団法人大阪ビルディング協会（-おおさかビルディングきょうかい）は、大阪府にあるビルディングを所有・管理する法人で構成する一般社団法人。
上位組織は、日本ビルヂング協会連合会。

## 事務所所在地
- 大阪市中央区北浜2丁目2番22号　北浜中央ビル4階

## 法人の目的
- ビルの経営管理等に関する総合的な調査研究及び普及啓発並びに会員相互の情報交流等の諸活動を行い、もって大阪における適正なビルディングの建設、管理の改善、健全な都市環境の整備及びビル需要者への快適な居住環境提供に寄与すること。[1]

## 事業
- （1）都市環境の整備に資するため土地利用計画に基づく適正なビルディングの建設についての調査及び研究
- （2）ビルディングより排出される有害物資及び廃棄物の合理的処理についての調査及び研究
- （3）ビルディングにおける快適な居住条件についての調査及び研究
- （4）ビルディングの建設及び管理に関し、官公庁、その他関係機関との連絡及び協力
- （5）ビルディング業の向上、発展を図るため、その建設・管理・経営についての調査及び研究
- （6）ビルディング業経営指導のため、講演会・講習会及び見学会等の開催並びに出版物の刊行
- （7）建築物環境衛生管理技術者に対する研修
- （8）ビルディング業従業員の教育・訓練及び指導
- （9）その他本会の目的を達成するために必要な事業

## 沿革
- 1930年（昭和5年）2月 - 大阪ビルヂングや堂島ビルヂング等が中心にビルディング懇話会を設立。
- 1971年（昭和46年）12月 - 社団法人に移行。
- 2013年（平成25年）4月 - 一般社団法人に移行。

## 会員
会員は、正会員及び賛助会員の2種（一般社団法人及び一般財団法人に関する法律上の社員は正会員のみ）。
- 正会員（大阪府内にあるビルディングを所有又は管理する法人）
- 賛助会員（本会の趣旨に賛同して入会した本会の事業に関連のある法人又は個人）

### 主な会員
役員を輩出している会員企業は以下の通り。
- 会長：関電不動産開発
- 副会長：堂島ビルヂング、ダイビル、大阪ガス都市開発
- 常任理事：富士屋、JR西日本不動産開発、南海電気鉄道、アークビル、三井不動産
- 理事：小谷海運、大林新星和不動産、喜多野興業、NTT都市開発、丸中、阪急阪神ビルマネジメント、京阪神ビルディング、朝日ビルディング、第一ビルディング、銀泉、近鉄不動産、サンケイビル、三菱地所、東京建物

## 広報誌
『Building』を年4回（2月/4月/7月/10月）発行。